# Mamamoo
Mamamoo (coreeană: 마마무)   este o trupă K-pop înființată în anul 2014. Trupa a debutat pe 18 iunie 2014 cu piesa „Mr.Ambiguous”. Debutul lor a fost considerat de unii critici drept unul dintre cele mai bune debuturi în K-pop din anul 2014. Sunt recunoscute pentru conceptele lor retro, jazz, R&B și pentru performanțele lor vocale puternice.   
Trupa este compusă din sud-coreenele Solar (솔라), Moonbyul (문별), Wheein (휘인) și Hwasa (화사).

## Carieră

### 2014-2015: Formarea, debutul și popularitatea în creștere
Înainte de debutul lor oficial, Mamamoo au colaborat cu mai mulți artiști. Prima colaborare intitulată "Don't Be Happy" cu Bumkey a fost lansată pe 8 ianuarie 2014. O a doua colaborare cu K.Will, intitulată "Peppermint Chocolate" împreună cu Wheesung, a fost lansată pe 11 februarie 2014. "Peppermint Chocolate" a debutat la numărul 11 în Gaon Digital Chart în prima săptămână. Pe 30 mai 2014, Mamamoo a lansat un single de colaborare numit "HeeHeeHaHeHo" cu duo-ul rap coreean Geeks.
Grupul și-a făcut debutul oficial pe 18 iunie 2014 cu single-ul principal "Mr. Ambiguous" de pe prima lor piesă extinsă (EP) "Hello". Clipul muzical pentru "Mr. Ambiguous" conține apariții ale unor personaje cunoscute ale industriei K-pop, precum: Jonghyun din SHiNee, Baek Ji-young, Wheesung, Jung Joon-young, Bumkey, K.Will și Rhymer de la compania Brand New Music. Albumul conține trei colaborări lansate anterior și patru piese noi. Grupul și-a făcut prima apariție live în episodul din 19 iunie din M Countdown. În iulie 2015, Mamamoo au lansat prima lor contribuție originală la coloana sonoră a dramei coreene "Marriage, Not Dating" cu piesa intitulată "Love Lane".
Pe 21 noiembrie 2014, Mamamoo și-au lansat cel de-al doilea EP, "Piano Man" cu melodia cu același nume. Melodia de titlu a atins locul 41 pe Gaon Digital Chart. Până la sfârșitul anului 2014, Mamamoo s-au clasat pe locul al zecelea în topul grupurilor de fete idol pentru vânzări digitale, pe locul 19 în vânzări de albume și pe locul 11 în vânzări generale, conform clasamentului Gaon de la sfârșitul anului. Pe 10 ianuarie 2015, Mamamoo au interpretat piesa "Wait a Minute" a lui Joo Hyun-mi  în emisiunea Immortal Songs 2, ajungând în runda finală înainte de a pierde în fața lui Kim Kyung-ho.

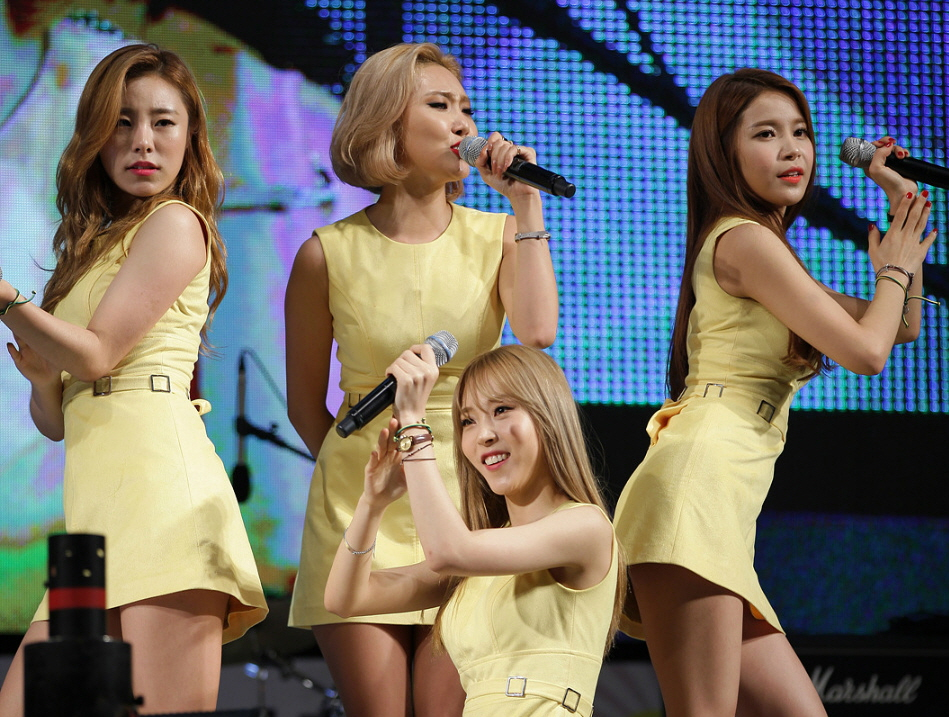
Mamamoo în septembrie 2015, în Hwaseong

Pe 2 aprilie 2015, Mamamoo au lansat "Ahh Oop!", primul single al celui de-al treilea EP intitulat "Pink Funky". "Ahh Oop!" marchează cea de-a doua colaborare a grupului cu colega lor de agenție eSNa, după ce a fost prezentată în piesa "Gentleman" pe cel de-al doilea EP "Piano Man". Pe 13 iunie 2015, grupul a călătorit în Ulaanbaatar, Mongolia, pentru a concerta la un eveniment sponsorizat de Ambasada Coreei de Sud cu trupele Crayon Pop și K-Much. Evenimentul a fost un concert comemorativ, în cinstea celei de-a 25-a aniversări a legăturilor diplomatice dintre Coreea de Sud și Mongolia. 
Pe 19 iunie 2015, Mamamoo au lansat cel de-al treilea EP, "Pink Funky" și single-ul principal "Um Oh Ah Yeh". Piesa a avut un succes comercial, ajungând pe locul 3 în topul Gaon Chart, devenind primul lor single în top 3. Pe 23 august 2015, după încheierea promoțiilor, Mamamoo au organizat prima lor întâlnire cu fanii, intitulată "1st Moo Party", pentru un număr de 1.200 de fani în Olympic Park din Seul. Biletele pentru întâlnirea cu fanii s-au vândut într-un minut, astfel încât grupul a adăugat încă o întâlnire pentru încă 1.200 de fani în aceeași noapte. De asemenea, au organizat încă o "Moo Party" în Los Angeles, care a avut loc pe 4 octombrie 2015. Mamamoo au colaborat și au jucat împreună cu colegul lor de agenție Basick în emisiunea de supraviețuire "Show Me the Money".
Pe 29 august 2015, Mamamoo au revenit la Immortal Song 2 cu o interpretare a piesei "Delilah" a lui Jo-Young-nam. Pe 31 octombrie 2015, Mamamoo au revenit la Immortal Song 2, cântând piesa "Blackwood's Mountain" a cântărețului coreean de muzică trot, Bae Ho. Performanța lor a obținut prima victorie la general pe Immortal Song cu 404 puncte.

### 2015-2016: "Melting" și descoperirea

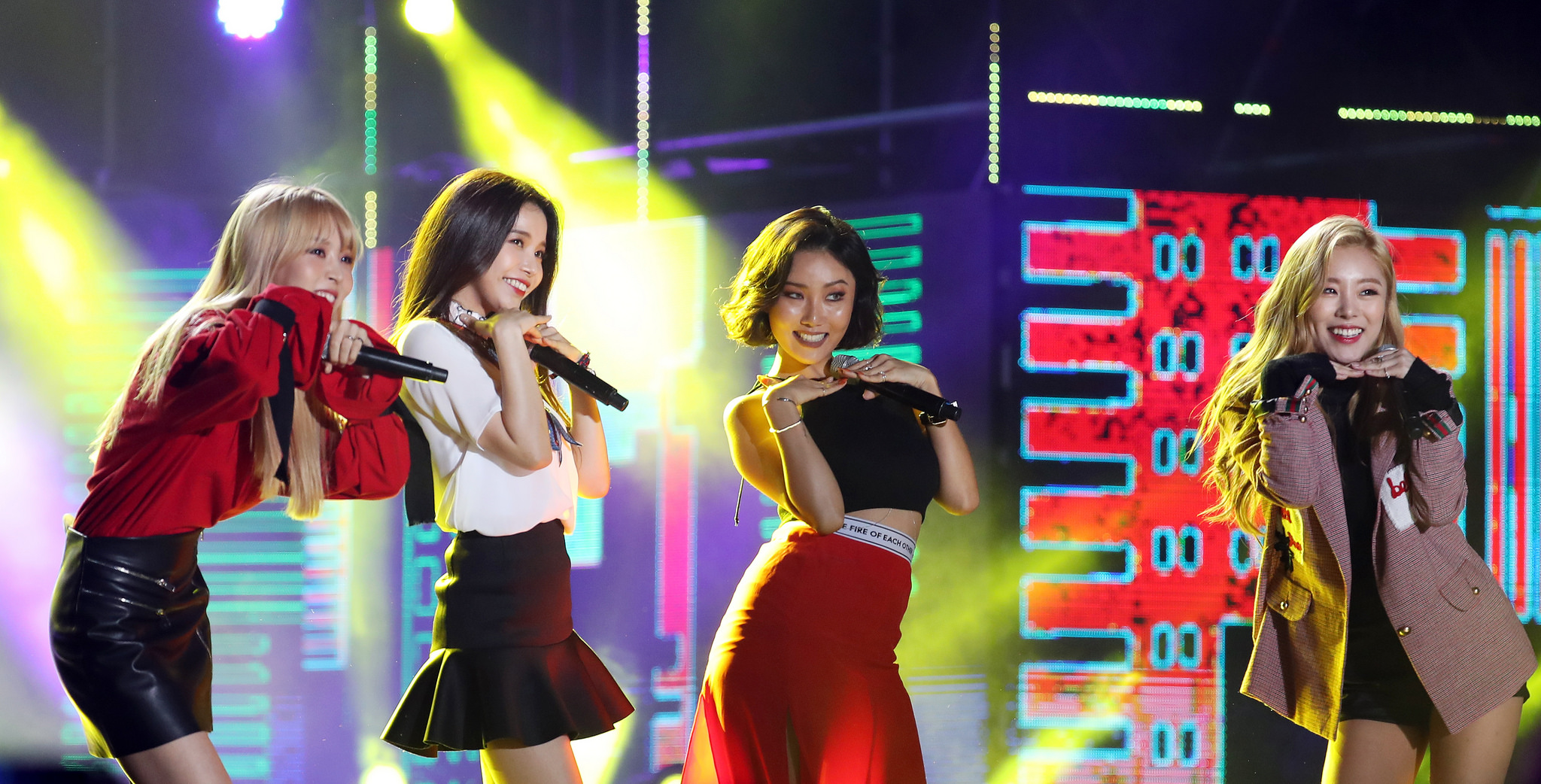
Mamamoo la ceremonia de deschidere a Korea Sale Festa pe 30 septembrie 2016

Pe 10 ianuarie 2016, RBW a anunțat primul concert solo al Mamamoo de la debutul lor în 2014. Concertul intitulat 2016 Mamamoo Concert-Moosical, a avut loc în perioada 13-14 august 2016, la Olympic Hall din Seul. 7.000 de bilete pentru concert au fost vândute într-un minut.
Pe 26 ianuarie 2016, Mamamoo au lansat în prealabil o baladă R&B, "I Miss You", de pe primul lor album full-length "Melting". Pe 12 februarie 2016, o altă piesă, "1 cm/Taller than You" a fost lansată în prealabil cu un videoclip muzical. Albumul complet a fost lansat pe 26 februarie 2016, debutând pe locul 3 în topul Gaon. Piesa de titlu "You're the Best (넌 is 뭔들)" a debutat și ea pe locul 3, dar ajuns la un număr maxim în săptămâna următoare, devenind primul lor single numărul 1.
Pe 6 martie 2016, au primit primul lor premiu într-un show muzical cu piesa "You're the Best" pe Inkigayo, urmat de victorii pe Music Bank, M Countdown și alte show-uri muzicale. Au primit 8 premii în total pentru single. Pe 16 martie 2016, Mamamoo au concertat în Austin, Texas, la South By Southwest K-Pop Night Out. 
Pe 31 august 2016, Mamamoo au lansat single-urile "Angel" și "Dub Dub" ca subgrupuri formate din vocaliștii (Solar și Wheein) și, respectiv, rapperii (Moonbyul și Hwasa). Pe 21 septembrie 2016, Mamamoo și-au lansat single-ul digital follow-up "New York" alături de un videoclip. După ce a încheiat promoțiile pentru "New York", agenția lui Mamamoo a anunțat că grupul își va face revenirea pe 7 noiembrie cu al patrulea EP, "Memory". Single-ul principal pentru "Memory" a fost anunțat a fi "Décalcomanie". La scurt timp, Mamamoo au participat la mai multe emisiuni de premiere de la sfârșitul anului, în timp ce au prezentat coloana sonoră, intitulată "Love" pentru emisiunea TV Goblin.

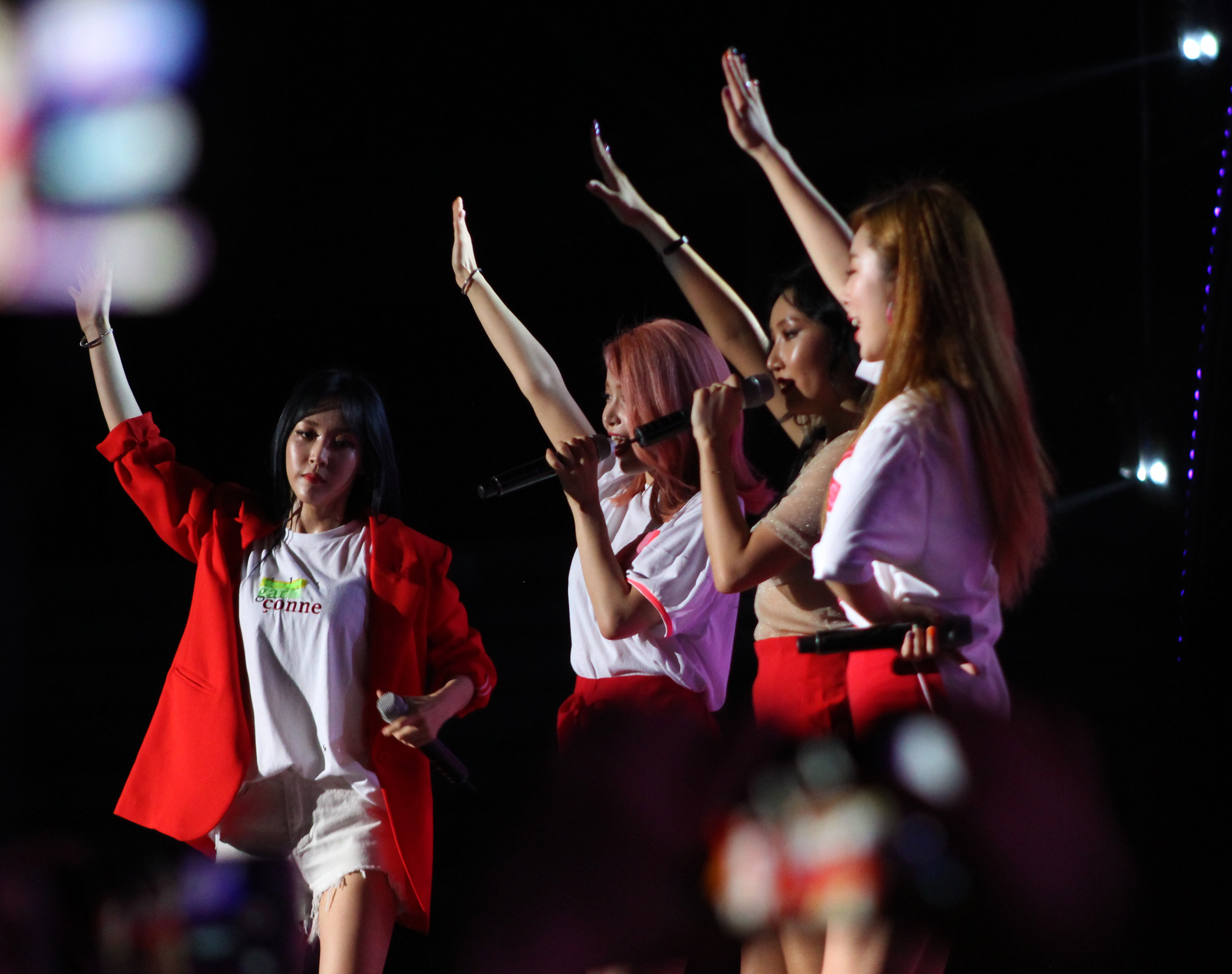
Mamamoo concertând la Daegu Chimac Festival pe 19 iulie 2017

Pe 19 februarie 2017, Mamamoo și-au anunțat cel de-al doilea concert solo, intitulat "2017 Mamamoo Concert Moosical: Curtain Call", care a avut loc în perioada 3-5 martie 2017 la Seul și 19-20 august 2017 în Busan la KBS Busan Hall. Grupul a primit critici pentru interpretarea în blackface când, ca parte din concert, au interpretat un videoclip care le conține pe ele care îl imitau pe Bruno Mars în timp ce purtau un machiaj întunecat, menit să recreeze un fragment din videoclipul pentru "Uptown Funk". Clipul a fost tăiat din următoarele date ale concertului și au fost cerute mai multe scuze prompt, inclusiv una direct de la membre, afirmând că "ignorau extrem de mult blackface și nu înțelegeau implicațiile acțiunilor noastre. Vom avea timp să înțelegem mai multe despre fanii noștri internaționali pentru a se asigura că acest lucru nu se va mai repeta niciodată."
Mamamoo a lansat cel de-al cincilea EP, "Purple" cu piesa de titlu "Yes I am" pe 22 iunie 2017. Piesa de titlu a urcat rapid pe locul 1 pe graficul în timp real al Melon. După o zi, Mamamoo a stabilit recordul pentru cel mai mare număr de ascultători unici în 24 de ore, cu "Yes I am" pe Melon pentru un grup de fete. Pe 27 iunie 2017, au primit primul lor premiu într-o emisiune muzicală, urmat de victorii la Show Champion, M Countdown și Show! Music Core. De asemenea, s-au plasat pe primul loc în Billboard World Albums Charts.

### 2018-prezent: Proiectul "Four Seasons", "Reality in Black", debuturile solo și "Travel"
Pe 4 ianuarie 2018, Mamamoo au lansat un single pre-lansat numit "Paint Me" pentru a se manifesta ca o introducere a viitoarei lor serii de proiecte "Four Seasons". Scopul seriei este de a prezenta patru albume, fiecare combinând o culoare și caracteristica unei membre pentru fiecare anotimp. Grupul a declarat că doresc să își arate profunzimea ca artiști și să prezinte un stil mai matur cu acest proiect.

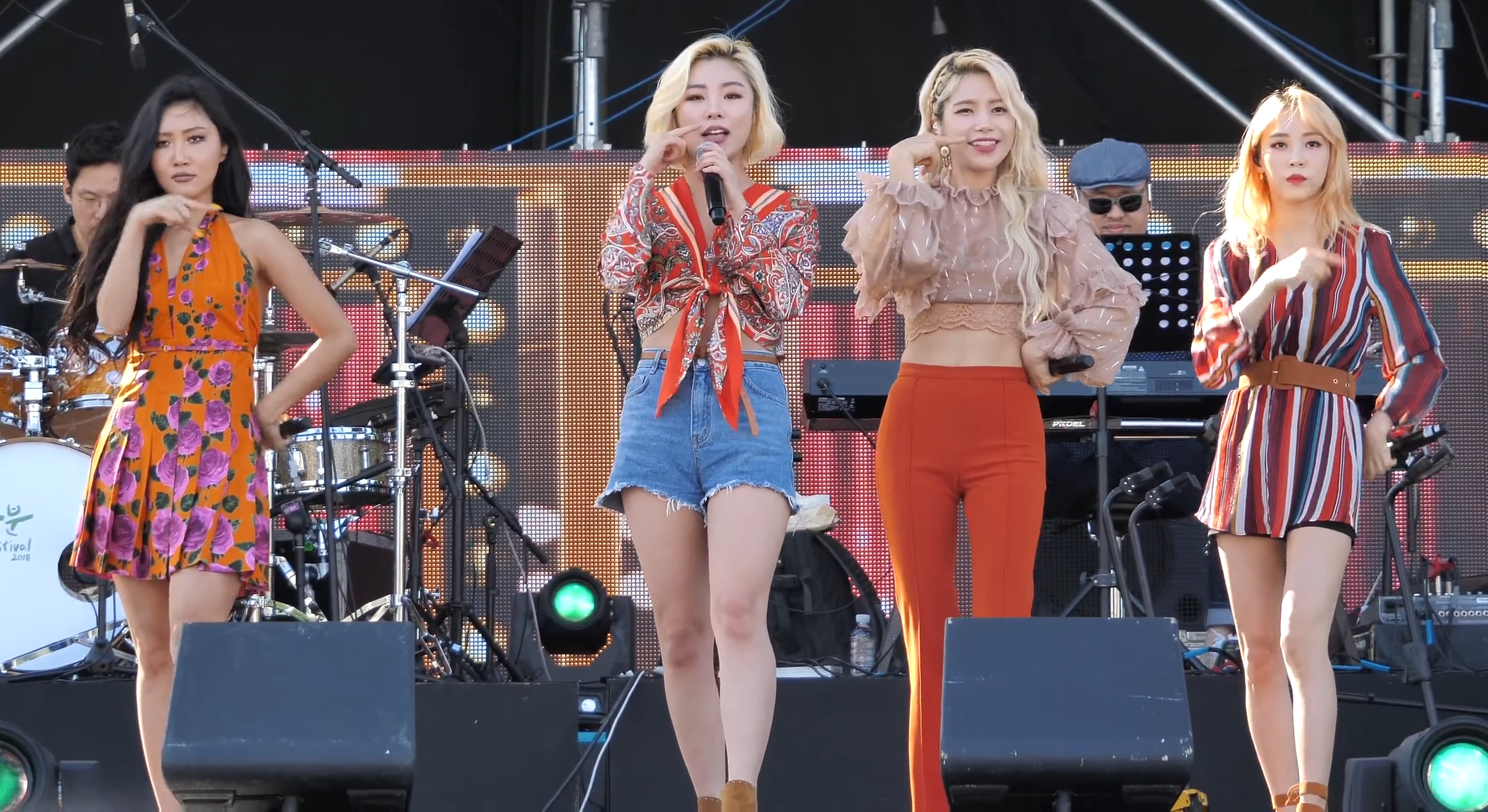
Mamamoo concertând la Holgabun Festival pe 19 mai 2018

Mamamoo a început proiectul "4 Seasons 4 Colours" când au lansat cel de-al șaselea EP, "Yellow Flower" pe 7 martie 2018, cu single-ul principal "Starry Night". Piesa s-a clasat în Top 10 Gaon Digital Chart pe locul 6.
Pe 18 și 19 august 2018, Mamamoo au susținut al treilea concert solo, intitulat "2018 Mamamoo Concert 4Seasons S/S", la SK Olympic Handball Gymnasium din Seul. Biletele pentru concert au fost epuizate în două minute de la punerea în vânzare. 
Mamamoo și-au continuat proiectele 4 Seasons când au lansat cel de-al șaptelea EP, "Red Moon", pe 16 iulie 2018, cu "Egotistic" ca single principal. În prima săptămână a lansării sale, EP-ul a debutat pe locul 4 pe Billboard World Albums cu 1.000 de exemplare, ceea ce a devenit cea mai bună săptămâna a lor de vânzări în SUA. EP-ul a atins, de asemenea, locul 3 în Gaon Album Chart. Mamamoo și-au făcut, de asemenea, prima lor apariție pe Billboard Heatseekers Albums Chart pe locul 25. Promoțiile pentru "Egotistic" s-au încheiat pe 5 iulie 2018 pe Inkigayo, în pregătirea celui de-al treilea concert solo.
Primul lor single japonez "Décalcomanie", a fost lansat pe 3 octombrie 2018, sub compania japoneză Victor Entertainment. Single-ul de debut din Japonia al trupei, a atins poziția cu numărul 11 în topul săptămânal Oricon.
Pe 29 noiembrie 2018, Mamamoo au lansat cea de-a treia tranșă a proiectului lor 4 Seasons cu "Blue;s", al optulea EP al lor împreună cu single-ul principal "Wind Flower". EP-ul s-a situat pe locul 7 în topul săptămânal Gaon Album Chart.
Mamamoo au lansat cel de-al nouălea EP, partea finală a proiectului 4 Seasons, "White Wind", pe 14 martie 2019, cu single-ul principal "Gogobebe".
Pe 27 martie 2019, Mamamoo și-au anunțat al patrulea concert solo intitulat "2019 Mamamoo Concert 4Seasons F/W", care a avut loc la Jangchung Gymnasium în Seul, în perioada 19-21 aprilie. Concertele sunt un final măreț pentru proiectul "4 Seasons 4 Colors" al trupei, care a fost lansat în martie 2018 pentru a recrea identitatea grupului.
Pe 24 iulie 2019, Mamamoo au lansat un nou single intitulat "Gleam", compus de Cosmic Sound ca film comercial pentru ochelarii Davich Optical.
Mamamoo au lansat cel de-al doilea album complet, "Reality in Black", pe 14 noiembrie 2019, cu single-ul principal "Hip". "Reality in Black" a atins un vârf în topul Gaon Album Chart, în timp ce "Hip" a atins locul 4 pe Digital Chart. 
Pe 19 februarie 2020, Mamamoo au lansat cea de-a treia melodie japoneză, "Shampoo", ca single digital. Piesa, împreună cu versiunea japoneză a "Hip", este inclusă în ediția japoneză a albumului "Reality in Black".
După debutul solo al lui Solar cu single-ul "Spit It Out", pe 23 aprilie 2020, Mamamoo a devenit al doilea grup coreean în care fiecare membru avea o piesă solo în topul Billboard's World Digital Song Sales.
Mamamoo au lansat un single promoțional, "Wanna Be Myself", în colaborare cu brandul coreean de îmbrăcăminte sport Andar în septembrie.
În octombrie 2020, Mamamoo și-au anunțat cea de-al zecelea EP al lor intitulat "Travel". "Dingga" (딩가 딩가), primul single, a fost pre-lansat înaintea albumului pe 20 octombrie. Single-ul a ajuns pe locul 9 în topul Gaon Digital Chart și pe locul 8 în topurile Billboard Korea K-Pop Hot 100 și World Digital Song Sales. Albumul și cel de-al doilea single, "Aya", au fost lansate pe 3 noiembrie.

## Premii și nominalizări
Mamamoo au primit în total 38 de premii din 146 de nominalizări.

## Discografie

### Albume
- Melting (2016)
- Reality in Black (2019)

### EP-uri
- Hello (2014)
- Piano Man (2014)
- Pink Funky (2015)
- Memory (2016)
- Purple (2017)
- Yellow Flower (2018)
- Red Moon (2018)
- Blue;s (2018)
- White Wind (2019)

### Single-uri
- Don't Be Happy (2014)
- Peppermint Chocolate (2014)
- Heeheehaheho (2014)
- Mr.Ambiguous (2014)
- Love Lane (2015)
- This Song (2015)
- Piano Man (2014)
- Ahh Oop (2015)
- Um Oh Ah Yeh (2015)
- Girl Crush (2016)
- I Miss You (2016)
- Taller than You (2016)
- You're the Best (2016)
- New York (2016)
- Décalcomanie (2018)
- Yes I Am (2017)
- Paint Me (2018)
- Starry Night (2018)
- Rainy Season (2018)
- Egoistic (2018)
- Wind Flower (2018)
- Gogobebe (2019)
- HIP (2019)
- Dingga (2020)
- AYA (2020)